# آتش‌سوزی ۲۰۲۱ بیمارستان بغداد
آتش‌سوزی ۲۰۲۱ بیمارستان بغداد (به انگلیسی: 2021 Baghdad hospital fire) در شب ۲۴ آوریل رخ داد، در یک آتش‌سوزی در بیمارستان ابن الخطیب در بغداد، عراق، حداقل ۸۲ نفر کشته و ۱۱۰ نفر دیگر زخمی شدند. آتش‌سوزی با انفجار کپسول اکسیژن مشخص شده برای بیماران کووید ۱۹ آغاز شد. عدم وجود سیستم‌های ردیابی و مهار آتش به گسترش آتش کمک کرد. بسیاری از بیماران در اثر خارج شدن از دستگاه تنفس مصنوعی، برای فرار از آتش، جان خود را از دست دادند. در پی این فاجعه بسیاری خواهان پاسخگویی مسئولین امر شدند و روز بعد وزیر بهداشت حسن التمیمی توسط نخست‌وزیر مصطفی الکاظمی تعلیق خدمت شد.